# تاریخ المصادر
تاریخ المصادر کتابی از احمد بیهقی است 

## تصحیح
تصحیح این کتاب در سال ۱۳۷۶–۱۳۶۶ منتشر و در مراسم کتاب سال جمهوری اسلامی ایران به‌عنوان کتاب شایسته تقدیر معرفی شد.